# Vertagopus arboreus
Vertagopus arboreus är en urinsektsart som först beskrevs av Carl von Linné 1758.  Vertagopus arboreus ingår i släktet Vertagopus, och familjen Isotomidae. Arten är reproducerande i Sverige.